# Dušan Velkaverh
Dušan Velkaverh (psevdonim: Peter Arnold), slovenski pisec besedil popevk, * 12. september 1943, Georgetown, Gvajana † 1. februar 2016, Ljubljana, Slovenija.

## Življenjepis
Dušan Velkaverh se je 12. septembra 1943 rodil v Georgetownu, glavnem mestu Gvajane. Njegov oče Branko Velkaverh, sicer iz Trbovelj, je bil namreč kapitan dolge plovbe, njegova mati pa je bila hči nizozemskega kolonialnega uradnika in Brazilke, po poklicu medicinska sestra. Med 2. svetovno vojno se je njegov oče na ladji pridružil zavezniškim silam, tam pa so jo sovražniki na obali Južne Amerike torpedirali in poškodovali. Tako sta se njegov oče in mati spoznala leta 1942, ko je bil na zdravljenju. Leto kasneje se jima je rodil Dušan.
Kmalu po njegovem rojstvu in kratkem bivanju v Gvajani se je družina najprej za kratek čas preselila v New York, hitro za tem pa v London, od koder pa so se kasneje po drugi svetovni vojni leta 1948 preselili v Beograd, kjer je oče dobil delo pomočnika ministra za pomorstvo. Kasneje pa so ga premestili še na Reko. Leta 1956 so se tako preselili v Slovenijo, katero je Dušan obiskal sploh prvič. Najprej so se preselili v Portorož, nato pa dokončno v Ljubljano, kjer je živel do smrti. Ker sta starša komunicirala v angleščini, mu je slovenski jezik sprva delal preglavice in tako se je slovenščine naučil šele pri trinajstih letih starosti. Pred tem je znal samo angleško in srbohrvaško. Leta 2007 je prvič po 64 letih obiskal rojstno hišo v Georgetownu. 
Deloval je med drugim kot dolgoletni vodja glasbene produkcije RTV Slovenija (direktor Big Banda in Simfoničnega orkestra RTV Slovenija). Bil je tudi direktor glasbene založbe Corona in na čelu združenja SAZAS. S pisanjem besedil se je uveljavil pri 23 letih.
Bil je član društva ljubiteljev praženega krompirja in društva ljubiteljev vrtnic, saj ni maral dejavnosti, ki imajo ideološko politično ozadje. Imel je tri otroke. Bil je tudi trikrat poročen, nazadnje s sestro športnega komentatorja Andreja Stareta. Zadnja leta je živel na Vrhniki.

## Opus
Velkaverh je sicer neprofesionalno kariero tekstopisca začel na Slovenski popevki 1968. Veliko besedil je napisal pod psevdonim »Peter Arnold«, a predvsem v prvih letih njegovega ustvarjanja. Znan je predvsem kot avtor besedil največjih slovenskih glasbenih uspešnic 1970ih in 1980ih let, kot so »Dan ljubezni«, »Silvestrski poljub«, »Moja dežela«, »Vsak je sam«, »Marie, ne piši pesmi več«, »Ljubljančanke«, »Najlepše pesmi«, »Zelene livade s teboj«, »Med iskrenimi ljudi«, »Mlade oči« itn. Skupno je ustvaril okrog 600 besedil, od tega je zares avtorskih okrog 350, ostalo pa so prevodi oziroma priredbe besedil drugih domačih in tujih avtorjev.
Veliko angleških pesmi kot na primer »Danes mi je 16 let« je tudi prevedel v slovenščino, po vsej verjetnosti pa tudi »Sejem želja« (Scarborough Fair).

### Besedila
| Pesem                        | Leto | Izvajalec                          |
| ---------------------------- | ---- | ---------------------------------- |
| »Danes mi je 16 let«         |      | Lidija Kodrič                      |
| »Ljubi, ljubi, ljubi«        | 1969 | Eva Sršen                          |
| »Mini Maxi«                  | 1970 | Bele vrane                         |
| »Pridi dala ti bom cvet«     | 1970 | Eva Sršen                          |
| »Silvestrski poljub«         | 1971 | Alfi Nipič                         |
| »Mlade oči«                  | 1972 | Ditka Haberl                       |
| »Ptica vrh Triglava«         | 1972 | Braco Koren                        |
| »Ljubljančanke«              | 1972 | Janko Ropret                       |
| »Gvendolina«                 | 1972 | Srce                               |
| »Med iskrenimi ljudmi«       | 1972 | Majda Sepe                         |
| »Maja z biseri«              | 1974 | Janez Bončina                      |
| »Dan ljubezni«               | 1975 | Pepel in kri                       |
| »Ti si rekla sonce«          | 1976 | Ivo Mojzer ft. Strune              |
| »Samo tvoje ime znam«        | 1977 | Pepel in kri                       |
| »Bisere imaš v očeh«         | 1978 | Oto Pestner ft. Franjo Bobinac     |
| »Brez ljubezni mi živeti ni« | 1978 | Moni Kovačič                       |
| »Dan neskončnih sanj«        | 1980 | Vlado Kreslin                      |
| »Marie, ne piši pesmi več«   | 1981 | Hazard                             |
| »Vsak je sam«                | 1981 | Hazard                             |
| »Otroci pankrtov«            | 1981 | Hazard                             |
| »Najlepše pesmi«             | 1983 | Hazard                             |
| »Nad mestom se dani«         | 1985 | Ditka Haberl                       |
| »Zelene livade s teboj«      | 1985 | 12. nadstropje                     |
| »Moja dežela«                | 1986 | Oto Pestner ft. Strune             |
| »Sabina«                     | 1986 | Bazar                              |
| »Pustite nam ta svet«        | 1987 | Vlado Kreslin                      |
| »Insieme: Evropa'92«         | 1990 | Pepel in kri                       |
| »Svobodno sonce«             | 1992 | Slovenski Band Aid                 |
| »Nekdo igra klavir«          | 1993 | Čudežna polja                      |
| »Who's the real Kekec«       | 1999 | Ali En                             |
| »Moja dežela '11«            | 2011 | Katrinas, Derenda, Naber, Godec... |

### Popevke
Leta 2012 je pri Založbi kaset in plošč RTV Slovenija na 5 zgoščenkah izšla zbirka 101 Velkaverhovih pesmi z naslovom Popevke(COBISS)
| Popevke (2012) | Popevke (2012)                        | Popevke (2012)                    | Popevke (2012) | Popevke (2012)    |
| #              | Pesem                                 | Prva izvedba                      | Prva izvedba   | Avtor glasbe      |
| #              | Pesem                                 | Izvajalec                         | Leto           | Avtor glasbe      |
| -------------- | ------------------------------------- | --------------------------------- | -------------- | ----------------- |
| 1.             | Dan ljubezni                          | Pepel in kri                      | 1975           | Tadej Hrušovar    |
| 2.             | Gvendolina, kdo je bil?               | Srce                              | 1972           | Janez Bončina     |
| 3.             | Pridi, dala ti bom cvet               | Eva Sršen                         | 1970           | Mojmir Sepe       |
| 4.             | Ljubljančanke                         | Janko Ropret                      | 1972           | Jure Robežnik     |
| 5.             | Nad mestom se dani                    | Ditka Haberl                      | 1980           | Jože Privšek      |
| 6.             | Stari gospod Žitnik                   | Bor Gostiša                       | 1971           | Dušan Velkaverh   |
| 7.             | Dekle iz Zlate ladjice                | Pepel in kri                      | 1977           | Tadej Hrušovar    |
| 8.             | Ljudje, ki sedijo v parkih            | Hazard                            | 1981           | Dare Petrič       |
| 9.             | Plamen sem                            | Elda Viler                        | 1982           | Tadej Hrušovar    |
| 10.            | Otroci morja                          | Edvin Fliser                      | 1972           | Dušan Porenta     |
| 11.            | Vsak je svoje nesreče kovač           | Neca Falk                         | 1973           | Mojmir Sepe       |
| 12.            | Sinoči                                | Oto Pestner                       | 1971           | Jože Privšek      |
| 13.            | Dovolj je srce, ki zate gori          | Bor Gostiša                       | 1971           | Bor Gostiša       |
| 14.            | Pesem o pomladi in prijateljstvu      | Majda Sepe                        | 1970           | Mojmir Sepe       |
| 15.            | Bisere imaš v očeh                    | Oto Pestner in Franjo Bobinac     | 1978           | Oto Pestner       |
| 16.            | Megla nad Ljubljano                   | Mia Žnidarič                      | 2003           | Steve Klink       |
| 17.            | Mini maksi                            | Bele vrane                        | 1970           | Jože Privšek      |
| 18.            | Dnevi srečni, dnevi žalostni          | Elda Viler                        | 1977           | Jure Robežnik     |
| 19.            | Bistro                                | Hazard                            | 1982           | Tadej Hrušovar    |
| 20.            | Voda na moj mlin                      | Pepel in kri                      | 1983           | Tadej Hrušovar    |
| 21.            | Oda Ireni                             | Mladi levi in Tomaž Pengov        | 1968           | Tomaž Habe        |
| 22.            | Med iskrenimi ljudmi                  | Majda Sepe                        | 1971           | Mojmir Sepe       |
| 23.            | Zelene livade s teboj                 | 12. nadstropje                    | 1985           | Martin Žvelc      |
| 24.            | Kakor ženska                          | Ditka Haberl                      | 1974           | Jure Robežnik     |
| 25.            | Marie, ne piši pesmi več              | Hazard                            | 1981           | Tadej Hrušovar    |
| 26.            | Ljubljanske ulice                     | Majda Sepe                        | 1973           | Mojmir Sepe       |
| 27.            | Poraz                                 | Lado Leskovar                     | 1971           | Jože Privšek      |
| 28.            | Ljubi, ljubi, ljubi                   | Eva Sršen                         | 1970           | Mojmir Sepe       |
| 29.            | Človek sem, ki nase nekaj da          | Janko Ropret                      | 1972           | Dušan Velkaverh   |
| 30.            | Po bitki so generali vsi              | Pepel in kri                      | 1976           | Tadej Hrušovar    |
| 31.            | Solza, ki je ne prodam                | Edvin Fliser                      | 1970           | Jože Privšek      |
| 32.            | Valeta                                | Marjana Deržaj                    | 1970           | Mojmir Sepe       |
| 33.            | Pesem o reki                          | Alenka Godec                      | 2000           | Lojze Krajnčan    |
| 34.            | Otroci pankrtov                       | Hazard                            | 1981           | Tadej Hrušovar    |
| 35.            | Ljudje pomladi                        | Pepel in kri                      | 1975           | Tadej Hrušovar    |
| 36.            | Brez ljubezni mi živeti ni            | Moni Kovačič                      | 1978           | Tadej Hrušovar    |
| 37.            | Ti si rekla sonce                     | Ivo Mojzer in Strune              | 1976           | Dečo Žgur         |
| 38.            | Pridi v svet ljubezni                 | Pepel in kri                      | 1976           | Tadej Hrušovar    |
| 39.            | Rože za Elzo                          | Hazard                            | 1982           | Tadej Hrušovar    |
| 40.            | Moje tvoje ulice                      | Oto Pestner                       | 1973           | Engelbert Rodošek |
| 41.            | Ne zapusti me (Ne me quitte pas)      | Majda Sepe                        | 1978           | Jacques Brel      |
| 42.            | Mlade oči                             | Ditka Haberl                      | 1972           | Jure Robežnik     |
| 43.            | So najlepše pesmi že napisane         | Hazard                            | 1982           | Tadej Hrušovar    |
| 44.            | Človek v človeku                      | Meta Močnik                       | 1981           | Aleš Strajnar     |
| 45.            | Pesem za dinar                        | Pepel in kri                      | 1979           | Tadej Hrušovar    |
| 46.            | Mlado srce                            | Ana Dežman                        | 2002           | Jure Robežnik     |
| 47.            | Mnogo srečnih let od tod              | Oto Pestner                       | 1973           | Mojmir Sepe       |
| 48.            | Presenečenja                          | Bele vrane                        | 1968           | Jure Robežnik     |
| 49.            | Gostja                                | Janez Bončina in Mladi levi       | 1971           | Mojmir Sepe       |
| 50.            | Enakonočje                            | Pepel in kri                      | 1975           | Tadej Hrušovar    |
| 51.            | Ptica vrh Triglava                    | Braco Koren                       | 1970           | Jure Robežnik     |
| 52.            | Zaljubljena                           | Ditka Haberl                      | 1977           | Tadej Hrušovar    |
| 53.            | Ko boš prišla jemat slovo, mladost    | Sestre Potočnik                   | 1972           | Jože Privšek      |
| 54.            | Pesem najraje sama se napiše          | Irena Vrčkovnik in Slavko Ivančič | 1997           | Jure Robežnik     |
| 55.            | Nekdo igra klavir                     | Čudežna polja                     | 1993           | Tadej Hrušovar    |
| 56.            | Sonce pomladi                         | Pepel in kri                      | 1976           | Tadej Hrušovar    |
| 57.            | Makalonca                             | Hazard                            | 1980           | Tadej Hrušovar    |
| 58.            | Dober dan, življenje                  | Oto Pestner                       | 1978           | Silvester Stingl  |
| 59.            | Val na valu spi                       | Elda Viler                        | 1971           | Jure Robežnik     |
| 60.            | Kraljica mojih sanj                   | Nace Junkar                       | 1991           | Aleš Klinar       |
| 61.            | Ni cvetja brez trnja                  | Hazard                            | 1982           | Tadej Hrušovar    |
| 62.            | Dan neskončnih sanj                   | Vlado Kreslin                     | 1980           | Aleš Strajnar     |
| 63.            | Tovariš rock'n'roll                   | Hazard                            | 1981           | Tadej Hrušovar    |
| 64.            | Mati, bodiva prijatelja               | Oto Pestner                       | 1972           | Jože Privšek      |
| 65.            | Nihče ne ve, še najmanj ti            | Pepel in kri                      | 1978           | Nat Kipner        |
| 66.            | Bolj ko ljubim, več imam              | Oto Pestner                       | 1972           | Mojmir Sepe       |
| 67.            | Kot nekdo, ki imel me bo rad          | Ditka Haberl                      | 1978           | Nat Kipner        |
| 68.            | Jutri bi se rad zbudil s teboj        | Gianni Rijavec                    | 1991           | Aleš Klinar       |
| 69.            | Maja z biseri                         | Janez Bončina                     | 1974           | Jure Robežnik     |
| 70.            | Povsod je vse, nekje si ti            | Pepel in kri                      | 1976           | Tadej Hrušovar    |
| 71.            | Iščem dobrega prijatelja              | Braco Koren                       | 1970           | Mojmir Sepe       |
| 72.            | V meni raste drevo                    | Ditka Haberl                      | 1974           | Jože Privšek      |
| 73.            | Kdo dela noč                          | Lado Leskovar                     | 1986           | Mojmir Sepe       |
| 74.            | Vedno me je nekaj prehitelo           | Branka Kraner                     | 1981           | Tomaž Kozlevčar   |
| 75.            | Moja srečna zvezda                    | Pepel in kri                      | 1975           | Tadej Hrušovar    |
| 76.            | Ali veš, da te ljubim                 | Janez Bončina                     | 1995           | Dado Topić        |
| 77.            | Zlato sonce in črna reka              | Oto Pestner                       | 1973           | Oto Pestner       |
| 78.            | Če ljubiš drugega                     | Miran Rudan                       | 1991           | Aleš Klinar       |
| 79.            | Svoje duše ne prodam                  | Boutique                          | 1989           | Ivan Hudnik       |
| 80.            | Andreja                               | Hazard                            | 1980           | Dominik Trobentar |
| 81.            | Samo tvoje ime znam                   | Pepel in kri                      | 1978           | Tadej Hrušovar    |
| 82.            | Silvestrski poljub                    | Alfi Nipič                        | 1971           | Jože Privšek      |
| 83.            | Naj bo baby                           | Pepel in kri                      | 1974           | Tadej Hrušovar    |
| 84.            | Vila z rimskega zidu                  | Ditka Haberl                      | 1972           | Jure Robežnik     |
| 85.            | Nena                                  | Hazard                            | 1980           | Tadej Hrušovar    |
| 86.            | Kjer se nasmeh konča                  | Edvin Fliser                      | 1974           | Mojmir Sepe       |
| 87.            | Jeanette                              | Pepel in kri                      | 1975           | Tadej Hrušovar    |
| 88.            | Vsak je sam                           | Hazard                            | 1981           | Tadej Hrušovar    |
| 89.            | Toplo, hladno morje                   | Majda Sepe                        | 1983           | Jure Robežnik     |
| 90.            | Zgoraj brez                           | Hazard                            | 1979           | Tadej Hrušovar    |
| 91.            | Zvesto srce                           | Alenka Godec                      | 1999           | Lojze Krajnčan    |
| 92.            | Ne priznam                            | Janko Ropret                      | 1971           | Mojmir Sepe       |
| 93.            | Navaden majski dan                    | Helena Blagne                     | 1991           | Tadej Hrušovar    |
| 94.            | Cvetje in poletje                     | Ana Dežman                        | 2000           | Jure Robežnik     |
| 95.            | Moje življenje in jaz                 | Oto Pestner                       | 1973           | Oto Pestner       |
| 96.            | Sedem pijanih noči (7 Drunken Nights) | Andrej Šifrer                     | 1994           | irska ljudska     |
| 97.            | Zgodovina moje žalosti                | Edvin Fliser                      | 1968           | Mojmir Sepe       |
| 98.            | Po navadi žalostnih oči               | Alenka Pinterič                   | 1969           | Jure Robežnik     |
| 99.            | Imel sem jo rad                       | Oto Pestner                       | 1972           | Jure Robežnik     |
| 100.           | Svobodno sonce                        | Slovenski Band Aid                | 1991           | Aleš Klinar       |
| 101.           | Moja dežela                           | Oto Pestner in Elda Viler         | 1986           | Jani Golob        |

### Doprinos k osamosvojitvi
Leta 1986 je za »Gostje prihajajo« kot osrednji oglas kampanje »Slovenija, moja dežela« v režiji Jake Judniča, skupaj s slovenskim skladateljem Janijem Golobom napisal kultno domoljubno pesem »Moja dežela«. Pesem so izvedli Oto Pestner in ob spremljavi še ženski vokalni ansambel Strune. Ta pesem in filmček naj bi bila nekakšnen povod in prvi korak na poti k osamosvojitvi Slovenije. 
Leta 2011 so ob 20-letnici osamosvojitve Slovenije izdali pesem v novi preobleki, kateremu je Velkaverh dodal še novo besedilo v izvedbi različnih slovenskih izvajalcev: Katrinas, Nuša Derenda, Omar Naber, Alenka Godec, Nuška Drašček, Hammo ...